# Iglesia de San Luis Gonzaga (Washington D.C.)
La Iglesia Católica de San Luis Gonzaga, (en inglés: St. Aloysius Gonzaga Catholic Church, /ˈseɪnt æloˈɪʃɪs ɡənˈzɑɡə ˈkæθlɪk ˈtʃɝtʃ/) es una iglesia parroquial católica ubicada en el número 19 de I Street en el vecindario Near Northeast de Washington D. C. (Estados Unidos). Es administrada por los jesuitas desde su fundación y está advocada a San Luis Gonzaga. A menudo se asocia con la Preparatoria Gonzaga, a la que está físicamente conectada. El edificio de la iglesia está incluido en el Registro Nacional de Lugares Históricos. En 2012, la parroquia se cerró y se fusionó con la iglesia del Santo Redentor.

## Historia
El edificio de la iglesia fue construido en 1859 y atendió a muchos de los católicos irlandeses que residían en los vecindarios circundantes, particularmente Swampoodle. El periódico New York Times informó que el presidente James Buchanan y varios miembros del gabinete estuvieron presentes en la dedicación de la iglesia el 16 de octubre de 1859. El padre jesuita Benedict Sestini , profesor de matemáticas en la Universidad de Georgetown, se desempeñó como arquitecto de la iglesia. 
La pintura sobre el altar principal, que muestra a Luis Gonzaga recibiendo su primera Comunión de manos del Cardenal Carlos Borromeo, fue obra del Constantino Brumidi. Brumidi era amigo del padre Sestini y lo representó a él y al pastor, el padre Bernadine Wiget, en la pintura. El modelo para la madre de Luis Gonzaga fue la feligresa Adele Cutts Douglas, esposa del senador por Illinois Stephen A. Douglas.
El 9 de septiembre de 1862, tres años después de la dedicación de la iglesia, el gobernador militar del Distrito de Columbia solicitó al padre Wiget que la usara como hospital militar. Esto fue en el apogeo de la Guerra de Secesión y poco después de la Segunda Batalla de Bull Run. El pastor hizo una contrapropuesta que estaba dentro de los requisitos y el marco de tiempo del gobernador militar. El padre Wiget se ofreció a erigir un hospital en la calle K, justo al norte de la iglesia, y los feligreses completaron el hospital de 250 camas en solo ocho días. En agradecimiento, el hospital fue nombrado San Luis en honor a la Iglesia.
La iglesia, una de las más grandes de Washington D. C. ha sido objeto de varias renovaciones y restauraciones.
En 1892, se volvió a pintar la iglesia, se agregaron las actuales bancas de roble macizo y se mejoraron el sistema de calefacción de la iglesia.
El interior de la iglesia se volvió a pintar en la década de 1930. 
En 1958, Gibbons and Associates, una reconocida firma de decoración de iglesias, creó un nuevo esquema de interiores que incorporaba el malva y el verde azulado con detalles en hojas de plata.
Para 1964, el área que servía a la diócesis estaba cambiando rápidamente, con el desarrollo urbano y los edificios de oficinas de gran altura destruyendo el antiguo vecindario de casas pequeñas, con una población principalmente negra. 
En ese año, el Padre Horace McKenna, fue traído de Ridge, Maryland, para servir como pastor asistente. A través de los esfuerzos del Padre McKenna y el patrocinio formal de la Universidad de Georgetown, así como de la Preparatoria Gonzaga, se creó un nuevo desarrollo de viviendas, a través del cual los residentes originales tendrían prioridad en la vivienda. 
El prominente abogado de Washington Eugene L. Stewart,brindó asesoramiento técnico experto para llevar a cabo el proyecto, llamado Sursum Corda (Levanten el corazón). 
Ubicado entre las calles L y M en First Street, NW, el número original de ocupantes de Sursum Corda era de 1,100.
Simultáneamente con el desarrollo de la nueva vivienda, un programa de alimentación de emergencia creció hasta convertirse en una organización formal llamada SOME (So Others Might Eat). 
La Dra. Veronia Maz, socióloga de la Universidad de Georgetown, el padre McKenna, el padre Ralph Kuehner, el rev. Griffin Smith de EEFO (Esfuerzos para exdelincuentes), el padre Roger Gallagher y el padre James Casey de la Iglesia de San José en Capitol Hill se unieron. La primera comida se sirvió el 1 de julio de 1971.
A mediados de la década de 1970, con la mayoría del vecindario rodeado arruinado y arrasado por la construcción de edificios de oficinas, la menguante congregación abandonó el santuario superior y se retiró a la iglesia del sótano durante más de veinticinco años.
En octubre de 1993, la parroquia inició una completa restauración del santuario. Seleccionó a Church Restoration Services como contratista general y decorador bajo la dirección del arquitecto Duane Cahill. Esta renovación/restauración interior de $ 1.6 millones requirió andamios en todo el santuario con el fin de volver a enyesar los más de 28,000 pies cuadrados de área de la pared e instaló 28 nuevos paneles de techo con medallones de yeso replicados. El área del santuario se extendió a la nave quitando gran parte del riel de comunión de mármol y construyendo un área de altar más grande. En esta renovación, la iglesia se hizo accesible para discapacitados.Bajo la dirección de Stephen J. Ferrandi, se instaló el esquema de color actual que incorpora varios tonos de acentos azules sobre una base de paredes de color crema acentuadas con pan de oro de 23 quilates. Una vez finalizada la restauración, la Asociación de Contratistas de Pintores y Decoradores otorgó a este proyecto el estado de Mejor Restauración en los Estados Unidos para 1994. El proyecto se completó en julio de 1994. 
En 2012, la parroquia se fusionó con la Iglesia Holy Redeemer y la iglesia se conservó para su uso por la Preparatoria Gonzaga.
El Centro Father McKenna continuó funcionando en el sótano de la iglesia.
El 6 de abril de 2017, un tornado causó daños importantes en la iglesia de San Luis, destruyendo parte del techo y causando daños en el interior.